# コマルカ・デ・ムーロス
コマルカ・デ・ムーロス（Comarca de Muros）はガリシア州ア・コルーニャ県のコマルカで、同県の南西部に位置する。
カルノータ、ムーロスの2自治体によって構成される。
隣接するコマルカは、北がコマルカ・デ・フィステーラとコマルカ・ド・シャージャスと、東がコマルカ・デ・ノイアと、南はリア・デ・ムーロス・エ・ノイア、西が大西洋に面している。
面積は143.8km²で、2010年の人口は14,608人（2009年：14,725人）。コマルカの中心となっている地区は自治体ムーロスのムーロス教区内のムーロス地区。

## 地理
| コマルカ・デ・ムーロスの構成自治体（2010年）           |            |             |                    |
| 自治体                                                 | 人口（人） | 面積（km²） | 人口密度（人/km²） |
| カルノータ                                             | 4,904      | 70.9        | 69.2               |
| ムーロス                                               | 9,704      | 72.9        | 133.1              |
| 計                                                     | 14,608     | 143.8       | 101.6              |
| 出典: INE（スペイン国立統計局）、IGE（ガリシア統計局） |            |             |                    |